# Diego Gómez (calciatore 1984)
Diego Sebastián Gómez (Rosario, 5 gennaio 1984) è un ex calciatore argentino, di ruolo attaccante.